# Lijst van straten in Geldermalsen
Dit is een lijst van straten in Geldermalsen in de Nederlandse provincie Gelderland met hun oorsprong en betekenis. 

## Huidige straatnamen
| Straatnaam                             | Wijk/buurt                               | Achtergrond |
| -------------------------------------- | ---------------------------------------- | --- |
| 't Hooghuis                            | Centrum                                  | Flatgebouw op de hoek van het Marktplein en de (korte) Kerkstraat. Deze flat staat waar voorheen de pastorie der Nederlands Hervormde kerk stond. Dit oude pand stond vroeger bekend als 't Hoog Huis. |
| 1e Zaaiwaarddwarsweg                   | Centrum                                  | Eerste zijweg van het verlengde van de Zaaiwaardweg, komende vanaf het centrum van Geldermalsen |
| 2e Zaaiwaarddwarsweg                   | Centrum                                  | Tweede zijweg van het verlengde van de Zaaiwaardweg, komende vanaf het centrum van Geldermalsen |
| Achter 't Veer                         | Centrum                                  | Genoemd naar de ligging ten opzichte van het voormalige veer over de Linge |
| Alexanderstraat                        | Emmawijk                                 | Vernoemd naar Alexander van Oranje-Nassau (1851-1884), zoon van koning Willem III der Nederlanden |
| Anjerstraat                            | Geldermalsen-West                        | Genoemd naar de bloem anjer |
| Anna Paulownastraat                    | Emmawijk                                 | Vernoemd naar Anna Paulowna van Rusland, de echtgenote van koning Willem II der Nederlanden |
| Badweg                                 | Rivierenwijk                             | Verwijzing naar de voormalige badinrichting aan de Linge |
| Bellefleur                             | Boomkamp                                 | Genoemd naar het appelras Bellefleur |
| Beltmolen                              | Middengebied                             | Genoemd naar de molensoort beltmolen, zoals molen De Bouwing in Geldermalsen is |
| Berkelstraat                           | Rivierenwijk                             | Genoemd naar de rivier Berkel |
| Blankvoorn                             | Lingewaarden                             | Genoemd naar de vissoort blankvoorn |
| Bloemee                                | Boomkamp                                 | Genoemd naar het appelras Bloemée |
| Bolspil                                | Middengebied                             | Genoemd naar de bolspil van een molen |
| Boomkamp                               | Boomkamp                                 | Oude perceelsnaam |
| Bosmanskamp                            | Bedrijventerrein                         | Oude perceelsnaam |
| Brasem                                 | Lingewaarden                             | Genoemd naar de vissoort brasem |
| Burgemeester Roozeveld van der Venlaan | Buitengebied                             | Vernoemd naar F.F. Roozeveld van der Ven, burgemeester van Geldermalsen van 1931 tot 1943 |
| Burgemeester Vernèdelaan               | Stationswijk                             | Vernoemd naar F.W. Vernède, burgemeester van Geldermalsen van 1946 tot 1964 |
| Burgemeester Verweijlaan               | Oranjebuurt                              | Vernoemd naar A.J.A. Verweij, burgemeester van Geldermalsen van 1880 tot 1905 |
| Burgemeester von Geusauweg             | Stationswijk                             | Vernoemd naar jonkheer G.V. von Geusau, burgemeester van Geldermalsen van 1918 tot 1931 |
| Coreanna                               | Boomkamp                                 | Oude perceelsnaam |
| Dahliastraat                           | Geldermalsen-West                        | Genoemd naar de bloem dahlia. Aanvankelijk (1949) heette de straat Tuindorpweg. Deze naam werd gekozen omdat de straat nabij het Tuindorp ligt. In 1957 is besloten de straatnaam Tuindorpweg te wijzigen naar Dahliastraat, omdat de naam Tuindorpweg te veel aanleiding gaf voor misverstanden. |
| De Aaldor                              | Bedrijventerrein                         | Oude perceelsnaam |
| De Bouwing                             | Middengebied                             | Genoemd naar de naburige molen De Bouwing |
| De Chamotte                            | Bedrijventerrein                         | Genoemd naar de Chamotte Unie |
| De Elzenhof                            | Bedrijventerrein                         | Oude perceelsnaam |
| De Harpen                              | Bedrijventerrein                         | Oude perceelsnaam |
| De Iepenwei                            | Bedrijventerrein                         | Oude perceelsnaam |
| De Kraaldert                           | Bedrijventerrein                         | Oude perceelsnaam |
| De Ooyen                               | Bedrijventerrein                         | Oude perceelsnaam |
| De Panoven                             | Bedrijventerrein                         | Verwijzing naar de Chamottefabriek |
| De Rondoven                            | Bedrijventerrein                         | Verwijzing naar de Chamottefabriek |
| De Schakel                             | Oranjebuurt                              | Genoemd naar de schakelaarfabriek van Van Wijk en Visser, die hier tot omstreeks 1985 gestaan heeft. Deze fabriek werd in de volksmond 'De Schakel' genoemd. |
| De Terp                                | Lingedonk                                | Genoemd naar de looprichting van de straat richting een (kunstmatige) terp |
| De Vang                                | Middengebied                             | Genoemd naar de vang van een molen |
| De Wieken                              | Middengebied                             | Genoemd naar de wieken van een molen |
| Deilseweg                              | Bedrijventerrein                         | Weg richting Deil |
| D.J. van Wijkstraat                    |                                          | Vernoemd naar D.J. van Wijk, een van de oud-directeuren van de Chamotte Unie. De Chamotte Unie lag aan deze straat (voorheen Tielscheweg). Deze straat is hernoemd in Herman Kuijkstraat, D.J. van Wijkstraat en Tielerweg. |
| Dobbe                                  | Lingedonk                                | Genoemd naar een dobbe, ofwel een waterpoel |
| Ds. R. Lomanlaan                       | Emmawijk                                 | Vernoemd naar dominee R. Loman, de eerste predikant van de Gereformeerde Kerk in Geldermalsen. Aanvankelijk werd in 1953 de straatnaam Prins Bernhardlaan vastgesteld. In 1954 is de naam gewijzigd naar Ds. R. Lomanlaan. |
| Duindoornstraat                        | Stationswijk                             | Genoemd naar de plant duindoorn |
| Dwarsstraat                            | 't Rot                                   | Doodlopende zijstraat van de Willem de Zwijgerweg |
| Dijkmanszoet                           | Boomkamp                                 | Genoemd naar het appelras Dijkmanszoet |
| Elzenbos                               | Hooge Hoeven                             | Genoemd naar de boomsoort Els |
| Engweg                                 | Buitengebied                             | Weg die ontstaan is na de ruilverkaveling. Straatnaam verwijst naar een oude veldnaam. |
| Emmalaan                               | Emmawijk                                 | Vernoemd naar Emma van Waldeck-Pyrmont |
| Esdoornstraat                          | Stationswijk                             | Genoemd naar de plant esdoorn |
| Frederik Hendrikstraat                 | Geldermalsen-Oost                        | Vernoemd naar Frederik Hendrik van Oranje |
| Geldersestraat                         | Centrum                                  | Hoofdstraat of dorpsstraat in het oude centrum van Geldermalsen. Halverwege ligt de Stoep van Baaijens: de onofficiële naam van de dijkstoep tussen de Geldersestraat en Herman Kuijkstraat ter hoogte van de Koninginnelaan. Vernoemd naar een voormalig aanwonende. De heer Baaijens was slager en voorzitter van de middenstandvereniging.                                                                                 |
| Genteldijk                             | Stationswijk                             | |
| Gerdina's Hof                          | Bedrijventerrein                         | |
| Glorie van Holland                     | Boomkamp                                 | Genoemd naar het appelras Glorie van Holland |
| Goudrenet                              | Boomkamp                                 | Genoemd naar het appelras Goudreinet |
| Goudvoorn                              | Lingewaarden                             | Genoemd naar de vissoort goudvoorn |
| Groen van Prinstererstraat             | Emmawijk                                 | Vernoemd naar Guillaume Groen van Prinsterer |
| Haagdoornstraat                        | Stationswijk                             | Genoemd naar de plant haagdoorn |
| Herman Kuijkstraat                     | Centrum                                  | Genoemd naar Herman Kuijk (1857-1937), notaris te Geldermalsen |
| Het Talud                              | Lingedonk                                | Genoemd naar een Talud |
| Hoge Weide                             | Buitengebied                             | Genoemd naar de oude benaming van het gebied waarin de straat ligt |
| Hooge Hoeven                           | Hooge Hoeven                             | Genoemd naar de oude benaming van het gebied waarin de straat ligt |
| Hugo de Grootstraat                    | Geldermalsen-Oost                        | Vernoemd naar Hugo de Groot |
| Industrieweg                           | Bedrijventerrein                         | Genoemd naar de ligging van de straat op een bedrijventerrein |
| J.F. Kennedylaan                       |                                          | Vernoemd naar John F. Kennedy. Deze straat zou eigenlijk Europalaan heten. Enkele dagen na de moord op J.F. Kennedy heeft het gemeentebestuur besloten om de naam te wijzigen naar J.F. Kennedylaan. |
| J. van Oldenbarneveldtstraat           | Geldermalsen-Oost                        | Vernoemd naar Johan van Oldenbarnevelt |
| Kerkstraat                             | Centrum                                  | Straat waar de Centrumkerk aan staat |
| Klepel                                 | 't Rot                                   | Oude perceelsnaam. De straat wordt in oude bronnen ook 'Weg door de Klepel' genoemd. |
| Koninginnelaan                         | Emmawijk                                 | |
| Koningsspil                            | Middengebied                             | Genoemd naar de koningsspil van een molen |
| Koningsweg                             | Emmawijk / Hooge Hoeven                  | Hoofdstraat van de Emmawijk, waarin de straten naar staatslieden en leden van het huis Oranje-Nassau zijn genoemd. |
| Koppelsedijk                           | Stationswijk                             | |
| Korneplein                             | Rivierenwijk                             | Genoemd naar de rivier Korne |
| Kornestraat                            | Rivierenwijk                             | Genoemd naar de rivier Korne |
| Kostverlorenkade                       | Centrum                                  | |
| Kronkelwaard                           | Lingedonk                                | Genoemd naar de kronkel in de rivier de Linge |
| Kruiwiel                               | Middengebied                             | Genoemd naar het kruiwiel in een molen |
| Kuipershof                             | Middengebied                             | |
| Kuyperstraat                           | Emmawijk                                 | Vernoemd naar Abraham Kuyper |
| Laageinde                              | Geldermalsen-West                        | Ligging van de straat aan de lage zijde (stroomafwaartse zijde) van het dorp. Vroeger ook wel als Laageindscheweg aangeduid. |
| Laan van Leeuwenstein                  |                                          | Genoemd naar het gebied waar de straat in ligt |
| Lange Akker                            | Emmawijk / Hooge Hoeven                  | Oude perceelsnaam |
| Lekstraat                              | Rivierenwijk                             | Genoemd naar de rivier Lek |
| Leliestraat                            | Geldermalsen-West                        | Genoemd naar de bloem lelie |
| Lingedonk                              | Lingedonk                                | Genoemd naar de rivier Linge |
| Lingedijk                              | Centrum / 't Rot                         | Dijk langs de Linge. Lokaal staat het deel tussen de Prinses Margrietweg en de Uiterdijk bekend als Kiepsedijk. Het deel richting de Tielerweg staat bekend als Rothsedijk of Rooijendijk. |
| Lingeplein                             | Rivierenwijk                             | Genoemd naar de rivier Linge. Tot 1956 heette deze straat Lingedwarsweg. |
| Lingeweg                               | Rivierenwijk                             | Genoemd naar de rivier Linge |
| Lingezoom                              | Lingewaarden                             | Genoemd naar de rivier Linge |
| Maasstraat                             | Rivierenwijk                             | Genoemd naar de rivier Maas |
| Marktplein                             | Centrum                                  | Centrale dorpsplein |
| Mauritsstraat                          | Geldermalsen-Oost                        | Vernoemd naar Maurits van Oranje |
| Meander                                | Lingedonk                                | Genoemd naar een Meander |
| Meersteeg                              | Buitengebied                             | |
| Meidoornweg                            | Stationswijk                             | Genoemd naar de plant meidoorn |
| Molenaarshof                           | Middengebied                             | |
| Molenweg                               | Centrum                                  | Straat richting molen De Bouwing |
| Molenzicht                             | Middengebied                             | Genoemd naar de naburige molen De Bouwing |
| Nieuwstraat                            | Buitengebied                             | |
| Nijverheidstraat                       | Emmawijk                                 | |
| Notarisappel                           | Boomkamp                                 | Genoemd naar het appelras Notarisappel |
| Oranje Nassaustraat                    | Emmawijk                                 | Genoemd naar het Huis van Oranje-Nassau. Deze weg heette voorheen Achterweg. |
| Ossengang                              | Lingedonk                                | Genoemd naar de ligging van de weg als ossengang |
| Oude Kapel                             | Emmawijk                                 | Genoemd naar het gebied waarin de straat ligt, vanouds 'Kapelsche Hof' genoemd. |
| Oudenhof                               | Geldermalsen-West                        | Oude perceelsnaam |
| Overlaat                               | Buitengebied                             | Omlegging van de Tielerweg, overlaatgebied tussen Geldermalsen en Wadenoijen |
| Parallelweg                            | Buitengebied                             | Genoemd naar de ligging van de straat parallel aan de spoorlijn Elst - Dordrecht |
| Peppelbos                              | Hooge Hoeven                             | Genoemd naar de boomsoort populier |
| Plettenburglaan                        | Bedrijventerrein                         | Vernoemd naar het gebied Pletterenburg, waarin de straat ligt |
| Poppelenburgerstraat                   | 't Rot                                   | |
| Poppenbouwing                          | Bedrijventerrein                         | |
| Prins Bernhardlaan                     | Centrum                                  | Vernoemd naar Prins Bernhard |
| Prinsenhof                             | Emmawijk                                 | Inbreidingslocatie, zijstraat van de Prins van Oranjestraat. De namen Prinsenhof en Prinsessehof waren bedacht voor twee nooit aangelegde straten tussen de Van Limburg Stirumstraat en de Prins van Oranjestraat. De naam prinsenhof is later hergebruikt voor deze inbreidingslocatie. |
| Prinses Beatrixweg                     | Geldermalsen-Oost                        | vernoemd naar Beatrix der Nederlanden |
| Prinses Ireneweg                       | Oranjebuurt                              | Vernoemd naar prinses Irene der Nederlanden |
| Prinses Julianaweg                     | 't Rot                                   | Vernoemd naar prinses Juliana der Nederlanden, die de in het verlengde van de weg gelegen Julianabrug in 1933 geopend heeft. Voordien heette de weg Verlengde Rooijenweg. In 1942 werd de straatnaam op last van de Duitse bezetter tijdelijk gewijzigd in Uiterdijk. Dit is na de oorlog weer teruggedraaid. |
| Prinses Margrietweg                    | Oranjebuurt                              | Vernoemd naar prinses Margriet der Nederlanden |
| Prinses Marijkeweg                     | Oranjebuurt / Rivierenwijk               | Vernoemd naar prinses Christina der Nederlanden |
| Prinses Máximaplein                    | Bedrijventerrein                         | Vernoemd naar koningin Máxima der Nederlanden |
| Prins van Oranjestraat                 | Emmawijk                                 | |
| Provincialeweg Oost                    |                                          | Provincialeweg ten oosten van de Boutensteinse Wetering. De voormalige gemeente Deil had de straatnamen Provincialeweg Oost en West vastgesteld. De straatnaam Provincialeweg Oost is doorgetrokken over het grondgebied van de gemeente Geldermalsen. |
| Randweg                                |                                          | Randweg langs Geldermalsen |
| Regentessestraat                       | Emmawijk                                 | Verwijzing naar de functie van Emma van Waldeck-Pyrmont als regentesse |
| Roode Kruisstraat                      | Emmawijk                                 | Genoemd naar de historische locatie van het Rode Kruisgebouw |
| Rijksstraatweg                         |                                          | Oude rijksweg tussen Utrecht en 's-Hertogenbosch. Lokaal ook wel Steenweg genoemd, zoals de historische naam ook luidde. |
| Rijnstraat                             | Rivierenwijk                             | Genoemd naar de rivier Rijn. Aanvankelijk (1948) heette de weg Prinses Beatrixweg. In 1956 is de naam gewijzigd naar Rijnstraat. De aanpalende straten werden ook naar rivieren genoemd. Een straat genoemd naar Prinses Beatrix zou bovendien op een andere locatie meer op zijn plaats zijn. De nieuwe zijstraat van de Prinses Marijkeweg draagt sindsdien de naam Prinses Beatrixweg.                                     |
| Schaepmanstraat                        | Emmawijk                                 | Vernoemd naar Herman Schaepman |
| Scheldestraat                          | Rivierenwijk                             | Genoemd naar de rivier Schelde |
| Sleedoornstraat                        | Stationswijk                             | Genoemd naar de plan sleedoorn |
| Sophiastraat                           | Emmawijk                                 | Vernoemd naar Sophia van Württemberg, de eerste vrouw van koning Willem III der Nederlanden |
| Stationsplein                          | Stationswijk                             | Plein nabij station Geldermalsen |
| Stationsweg                            | Stationswijk                             | Straat richting station Geldermalsen |
| Steenspil                              | Middengebied                             | Genoemd naar de steenspil van een molen |
| Steenvliet                             | Middengebied                             | Genoemd naar de aanliggende waterplas, ook Steenvliet geheten |
| Sterappel                              | Boomkamp                                 | Genoemd naar het appelras Sterappel |
| Talmastraat                            | Emmawijk                                 | Genoemd naar Syb Talma. Aanvankelijk was in 1969 besloten dat deze straat de De Savornin Lohmanstraat zou heten. In 1970 is de straatnaam gewijzigd in Talmastraat . |
| Tielerweg                              | Buitengebied                             | Weg naar Tiel |
| Thorbeckestraat                        | Emmawijk                                 | Vernoemd naar Johan Rudolph Thorbecke |
| Trichtsevoetpad                        | Lingedonk                                | Pad richting het voormalige veer naar Tricht |
| Troelstrastraat                        | Emmawijk                                 | Vernoemd naar Pieter Jelles Troelstra |
| Tunnelweg                              | Geldermalsen-West                        | Weg door de tunnel onder de spoorlijn Spoorlijn Utrecht - Boxtel |
| Tuindorp                               | Geldermalsen-West                        | Tuindorp van Geldermalsen, oorspronkelijk bedoeld voor spoorwegpersoneel |
| Tuinfluiterweg                         | Geldermalsen-West                        | Genoemd naar De Tuinfluiter, de kleuterschool van de Gereformeerde Gemeente Tricht-Geldermalsen, die op de hoek met de Leliestraat stond. Medio jaren '90 is de kleuterschool verhuisd naar de Anjerstraat. Deze weg heette tot 2024 Oudenhof. Om verwarring met het andere deel van de Oudenhof te voorkomen en om goede huisnummering mogelijk te maken is het noordelijke deel van de straat hernoemd naar Tuinfluiterweg. |
| Uiterdijk                              | 't Rot                                   | Uiteinde van de Lingedijk |
| Van Borsselelaan                       | Centrum                                  | Vernoemd naar de familie Van Borssele, voormalige heren van Geldermalsen |
| Van Dam van Isseltweg                  | Middengebied                             | Vernoemd naar E.W. van Dam van Isselt, bewoner van huis Ravestein in Geldermalsen |
| Van der Duyn van Maasdamstraat         | Emmawijk                                 | Vernoemd naar Frans Adam van der Duyn van Maasdam |
| Van der Wall-Duyvendakhof              | Emmawijk                                 | Vernoemd naar Mieke van der Wall-Duyvendak, burgemeester van Geldermalsen van 1964 tot 1978, eerste vrouwelijke burgemeester van Gelderland |
| Van Hogendorpstraat                    | Emmawijk                                 | Vernoemd naar Gijsbert Karel van Hogendorp |
| Van Houtenstraat                       | Emmawijk                                 | Vernoemd naar Samuel van Houten |
| Van Limburg Stirumstraat               | Emmawijk                                 | Vernoemd naar Leopold van Limburg Stirum |
| Van Utenhoveweg                        | Hooge Hoeven                             | Vernoemd naar de heren van Bottesteijn, een landgoed aan de Molenweg te Geldermalsen, die zich in de 18e en 19e eeuw 'Heer van Bottesteijn' noemden. De percelen waarop de straat ligt waren destijds eigendom van de Van Utenhovens. |
| Vechtstraat                            | Rivierenwijk                             | Genoemd naar de rivier de Vecht |
| Vuurdoornstraat                        | Stationswijk                             | genoemd naar de plant vuurdoorn |
| Waalstraat                             | Rivierenwijk                             | Genoemd naar de rivier Waal |
| Waterkant                              | Lingedonk                                | Genoemd naar de wijsrichting van de straat naar de Linge |
| Watermolenweg                          | Bedrijventerrein                         | Genoemd naar de ligging nabij de watermolen |
| Willem de Zwijgerweg                   | Oranjebuurt / Geldermalsen-Oost / 't Rot | Vernoemd naar Willem van Oranje. In 1933 werd deze straatnaam vastgesteld ter gelegenheid van de opening van de Julianabrug door prinses Juliana. Voor die tijd heette de weg Rooijenweg. |
| Willemstraat                           | Emmawijk                                 | Vernoemd naar Willem van Oranje-Nassau (1840-1879), zoon van koning Willem III der Nederlanden |
| Winde                                  | Lingewaarden                             | Genoemd naar de vissoort winde |
| Windvaan                               | Middengebied                             | Genoemd naar de windvaan van een molen |
| IJsselstraat                           | Rivierenwijk                             | Genoemd naar de rivier IJssel |
| Zaaiwaardweg                           | Centrum                                  | Ook wel 'Kniphoek' genoemd. Het gebied waarin de straat ligt, heet vanouds 'de Zaaiwaard'. |
| Zeekade                                | Buitengebied                             | |
| Zeekade-Noord                          | Buitengebied                             | |
| Zeelt                                  | Lingewaarden                             | Genoemd naar de vissoort zeelt |
| Zoete Kroon                            | Boomkamp                                 | Genoemd naar het appelras Zoete Kroon |
| Zwarte Kamp                            | Stationswijk                             | Het gebied waarin de straat ligt, heet vanouds de Zwarte Kamp. |

## Voormalige straatnamen
- Heuvellaan - Voormalig voetpad direct ten oosten van de Lingeweg, gesaneerd tijdens sloop en nieuwbouw van de aangelegen woningen in 2009.